# Гектор (озеро)
Ге́ктор или Хе́ктор (англ. Hector Lake) — глубокое ледниковое озеро в верхнем течении реки Боу на юге Скалистых гор. Располагается на территории национального парка Банф в канадской провинции Альберта. Названо в честь Джеймса Гектора, геолога и натуралиста. Относится к бассейну реки Боу, площадь озера 5,5 км², максимальная глубина 87 м.

## Описание
Озеро фактически состоит из двух частей, разделённых перемычкой на глубине 30—40 метров. Через его южную часть протекает река Боу.